# Красный Щельбей
Красный Щельбей (также Красный Шильбей) — упразднённый населённый пункт в Зиминском районе Иркутской области на территории Зулумайского сельского поселения.

## Происхождение названия
Название происходит от, вероятно, бурятского названия реки Шильбей, на которой располагался населëнный пункт. Прилагательное красный, возможно, было добавлено по той причине, что в этих лесах водилась белка с красным мехом, имевшим большое значение для охотников.

## История
По данным на 1966 год, посёлок Красный Щельбей входил в состав Зулумайского сельсовета. На топографической карте Генштаба СССР 1984 года населëнный пункт Красный Шильбей отмечен как нежилой. На карте Зиминского района начала 2000-х данного участка как населëнного пункта не существует, указано только урочище Красный Щельбей.